# منتخب سوريا لكرة اليد للسيدات
منتخب سوريا لكرة اليد للسيدات هو الممثل الرسمي لسوريا في رياضة كرة اليد. شارك في بطولة آسيا لكرة اليد للسيدات مرة واحدة وكانت تلك المشاركة في سنة 1987، حقق فيها المركز الرابع.